# Cantone di Vailly-sur-Aisne
Il Cantone di Vailly-sur-Aisne era una divisione amministrativa dell'arrondissement di Soissons.
A seguito della riforma approvata con decreto del 21 febbraio 2014, che ha avuto attuazione dopo le elezioni dipartimentali del 2015, è stato soppresso.

## Composizione
Comprendeva 26 comuni:
- Aizy-Jouy
- Allemant
- Braye
- Bucy-le-Long
- Celles-sur-Aisne
- Chavignon
- Chavonne
- Chivres-Val
- Clamecy
- Condé-sur-Aisne
- Filain
- Laffaux
- Margival
- Missy-sur-Aisne
- Nanteuil-la-Fosse
- Neuville-sur-Margival
- Ostel
- Pargny-Filain
- Pont-Arcy
- Sancy-les-Cheminots
- Soupir
- Terny-Sorny
- Vailly-sur-Aisne
- Vaudesson
- Vregny
- Vuillery